# Município de Somerford (condado de Madison, Ohio)
O município de Somerford (em inglês: Somerford Township) é um município localizado no condado de Madison no estado estadounidense de Ohio. No ano de 2010 tinha uma população de 2.898 habitantes e uma densidade populacional de 37,17 pessoas por km².

## Geografia
O município de Somerford encontra-se localizado nas coordenadas 39° 58′ 34″ N, 83° 29′ 19″ O. Segundo o Departamento do Censo dos Estados Unidos, o município tem uma superfície total de 77.97 km², da qual 76,84 km² correspondem a terra firme e (1,45 %) 1,13 km² é água.

## Demografia
Segundo o censo de 2010, tinha 2.898 habitantes residindo no município de Somerford. A densidade populacional era de 37,17 hab./km². Dos 2.898 habitantes, o município de Somerford estava composto pelo 97,41 % brancos, o 0,59 % eram afroamericanos, o 0,1 % eram amerindios, o 0,72 % eram asiáticos, o 0,17 % eram de outras raças e o 1 % eram de uma mistura de raças. Do total da população o 0,66 % eram hispanos ou latinos de qualquer raça.